# شیرمرغ فرانسوی
شیرمرغ فرانسوی (نام علمی: Ornithogalum narbonense) نام یک گونه از سرده شیرمرغ است.